# The Metallica Blacklist
The Metallica Blacklist es un álbum tributo en el que 53 artistas o grupos versionaron las canciones del disco Metallica (comúnmente conocido como The Black Album por su portada), de la banda homónima. El disco original fue publicado el 12 de agosto de 1991 y para celebrar el 30 aniversario de su publicación, los miembros de la banda llamaron a 53 artistas de diversos géneros musicales para regrabar los 12 temas que componen el álbum.
Desde que se hizo pública la lista de artistas que participarían en la grabación de este disco tributo, tanto la banda como los artistas colaboradores, recibieron críticas negativas por el género que cada uno desempeñaba. Dichas críticas se intensificaron cuando se empezaron a publicar algunos temas grabados por los colaboradores.

## Lista de canciones
| The Metallica Blacklist |                       |        |        |                                           |                                                            |          |  |
| N.º                     | Título                | Letras | Música | Escritor(es)                              | Artista(s)                                                 | Duración |  |
| 1.                      | «Enter Sandman»       |        |        | James Hetfield, Lars Ulrich, Kirk Hammett | Alessia Cara y The Warning                                 | 4:24     |  |
| 2.                      | «Enter Sandman»       |        |        | Hetfield, Ulrich, Hammett                 | Mac DeMarco                                                | 5:46     |  |
| 3.                      | «Enter Sandman»       |        |        | Hetfield, Ulrich, Hammett                 | Ghost                                                      | 3:51     |  |
| 4.                      | «Enter Sandman»       |        |        | Hetfield, Ulrich, Hammett                 | Juanes                                                     | 4:53     |  |
| 5.                      | «Enter Sandman»       |        |        | Hetfield, Ulrich, Hammett                 | Rina Sawayama                                              | 5:34     |  |
| 6.                      | «Enter Sandman»       |        |        | Hetfield, Ulrich, Hammett                 | Weezer                                                     | 5:34     |  |
| 7.                      | «Sad but True» (live) |        |        | Hetfield, Ulrich                          | Sam Fender                                                 | 3:51     |  |
| 8.                      | «Sad but True»        |        |        | Hetfield, Ulrich                          | Jason Isbell and the 400 Unit                              | 4:30     |  |
| 9.                      | «Sad but True»        |        |        | Hetfield, Ulrich                          | Instituto Mexicano del Sonido featuring La Perla y Gera MX | 4:31     |  |
| 10.                     | «Sad but True»        |        |        | Hetfield, Ulrich                          | Royal Blood                                                | 5:29     |  |
| 11.                     | «Sad but True»        |        |        | Hetfield, Ulrich                          | St. Vincent                                                | 4:12     |  |
| 12.                     | «Sad but True»        |        |        | Hetfield, Ulrich                          | White Reaper                                               | 5:23     |  |
| 13.                     | «Sad but True»        |        |        | Hetfield, Ulrich                          | YB                                                         | 4:03     |  |
| 3:43                    |                       |        |        |                                           |                                                            |          |  |

| Disco dos |                    |                           |                                       |          |  |
| N.º       | Título             | Escritor(es)              | Artista(s)                            | Duración |  |
| 1.        | «Holier Than Thou» | Hetfield, Ulrich          | Biffy Clyro                           | 5:10     |  |
| 2.        | «Holier Than Thou» | Hetfield, Ulrich          | The Chats                             | 2:26     |  |
| 3.        | «Holier Than Thou» | Hetfield, Ulrich          | Off!                                  | 3:04     |  |
| 4.        | «Holier Than Thou» | Hetfield, Ulrich          | PUP                                   | 3:56     |  |
| 5.        | «Holier Than Thou» | Hetfield, Ulrich          | Corey Taylor                          | 4:11     |  |
| 6.        | «The Unforgiven»   | Hetfield, Ulrich, Hammett | Cage the Elephant                     | 5:54     |  |
| 7.        | «The Unforgiven»   | Hetfield, Ulrich, Hammett | Vishal Dadlani, Divine, Shor Police   | 4:21     |  |
| 8.        | «The Unforgiven»   | Hetfield, Ulrich, Hammett | Diet Cig                              | 4:47     |  |
| 9.        | «The Unforgiven»   | Hetfield, Ulrich, Hammett | Flatbush Zombies featuring DJ Scratch | 4:37     |  |
| 10.       | «The Unforgiven»   | Hetfield, Ulrich, Hammett | Ha*Ash                                | 4:06     |  |
| 11.       | «The Unforgiven»   | Hetfield, Ulrich, Hammett | José Madero                           | 4:01     |  |
| 12.       | «The Unforgiven»   | Hetfield, Ulrich, Hammett | Moses Sumney                          | 5:34     |  |

| Disco tres |                               |                           |                                                                               |          |  |
| N.º        | Título                        | Escritor(es)              | Artista(s)                                                                    | Duración |  |
| 1.         | «Wherever I May Roam»         | Hetfield, Ulrich          | J Balvin                                                                      | 2:39     |  |
| 2.         | «Wherever I May Roam»         | Hetfield, Ulrich          | Chase & Status featuring Backroad Gee                                         | 3:07     |  |
| 3.         | «Wherever I May Roam»         | Hetfield, Ulrich          | The Neptunes                                                                  | 3:57     |  |
| 4.         | «Wherever I May Roam»         | Hetfield, Ulrich          | Jon Pardi                                                                     | 6:45     |  |
| 5.         | «Don't Tread on Else Matters» | Hetfield, Ulrich          | SebastiAn                                                                     | 5:54     |  |
| 6.         | «Don't Tread on Me»           | Hetfield, Ulrich          | Portugal. The Man featuring Aaron Beam                                        | 4:14     |  |
| 7.         | «Don't Tread on Me»           | Hetfield, Ulrich          | Volbeat                                                                       | 3:39     |  |
| 8.         | «Through the Never»           | Hetfield, Ulrich, Hammett | The Hu                                                                        | 4:07     |  |
| 9.         | «Through the Never»           | Hetfield, Ulrich, Hammett | Tomi Owó                                                                      | 3:06     |  |
| 10.        | «Nothing Else Matters»        | Hetfield, Ulrich          | Phoebe Bridgers                                                               | 4:35     |  |
| 11.        | «Nothing Else Matters»        | Hetfield, Ulrich          | Miley Cyrus featuring Watt, Elton John, Yo-Yo Ma, Robert Trujillo, Chad Smith | 6:37     |  |
| 12.        | «Nothing Else Matters»        | Hetfield, Ulrich          | Dave Gahan                                                                    | 5:09     |  |
| 13.        | «Nothing Else Matters»        | Hetfield, Ulrich          | Mickey Guyton                                                                 | 4:31     |  |
| 14.        | «Nothing Else Matters»        | Hetfield, Ulrich          | Dermot Kennedy                                                                | 3:01     |  |
| 15.        | «Nothing Else Matters»        | Hetfield, Ulrich          | Mon Laferte                                                                   | 5:56     |  |

| Disco cuatro |                        |                                 |                    |          |  |
| N.º          | Título                 | Escritor(es)                    | Artista(s)         | Duración |  |
| 1.           | «Nothing Else Matters» | Hetfield, Ulrich                | Igor Levit         | 5:12     |  |
| 2.           | «Nothing Else Matters» | Hetfield, Ulrich                | My Morning Jacket  | 3:26     |  |
| 3.           | «Nothing Else Matters» | Hetfield, Ulrich                | PG Roxette         | 3:49     |  |
| 4.           | «Nothing Else Matters» | Hetfield, Ulrich                | Darius Rucker      | 6:53     |  |
| 5.           | «Nothing Else Matters» | Hetfield, Ulrich                | Chris Stapleton    | 8:15     |  |
| 6.           | «Nothing Else Matters» | Hetfield, Ulrich                | Tresor             | 6:24     |  |
| 7.           | «Of Wolf and Man»      | Hetfield, Ulrich, Hammett       | Goodnight, Texas   | 3:24     |  |
| 8.           | «The God That Failed»  | Hetfield, Ulrich                | Idles              | 3:56     |  |
| 9.           | «The God That Failed»  | Hetfield, Ulrich                | Imelda May         | 4:04     |  |
| 10.          | «My Friend of Misery»  | Hetfield, Ulrich, Jason Newsted | Cherry Glazerr     | 3:31     |  |
| 11.          | «My Friend of Misery»  | Hetfield, Ulrich, Newsted       | Izïa               | 4:25     |  |
| 12.          | «My Friend of Misery»  | Hetfield, Ulrich, Newsted       | Kamasi Washington  | 6:47     |  |
| 13.          | «The Struggle Within»  | Hetfield, Ulrich                | Rodrigo y Gabriela | 4:00     |  |